# 応急手当指導員
応急手当指導員（おうきゅうてあてしどういん）は、日本で消防機関による救命講習を教授する人員またはその資格。指導員への認定は、総務省消防庁による「応急手当の普及啓発活動の推進に関する実施要綱」に基づき、消防本部の消防長により行なわれることから、資格としての位置付けは公的資格である。

## 概要
応急手当指導員に認定されると、認定を受けた各消防機関の管轄地域で、上記要項に基づき各消防機関が主催する上級救命講習、各種の普通救命講習、救命入門コースの指導を行う事ができる。また、同要項12-(2)に該当する場合は応急手当普及員講習の指導を行う事もある。なお、消防本部によっては消防署員の参加を求めるなど、応急手当指導員単独での指導を認めていない場合もある。
一般に医師や消防吏員（救急隊員や救急救命士）や消防団員が取得する資格だが、一部の自治体では一般市民も取得できる。また、北九州市や沼津市などでは嘱託職員として応急手当指導員を有償採用している地域もある。
規定のある消防本部では、消防団員として受講した場合、証明書以外に徽章を交付される。
講習を行い受講者（普通救命講習I・III以外は考査の合格者）に交付する証明書に、自身の氏名および捺印を行う。講習実施機関によっては受講者に救命講習受講記念バッジとして、普通救命講習I・II・III (緑)、上級救命講習(紫)、応急手当普及員(オレンジ)を頒布する例もある。

## 資格の取得
本資格に一般市民が認定されるのは大変難しい(取得には要件があるため)のが現状である。消防機関(消防吏員や消防団員等)に在籍している者や医療従事者が取得しやすい資格ではあるが、消防団員はじめ一般市民でも、下位資格にあたる応急手当普及員を経てからの取得機会がある。
本資格は、消防機関が実施する24時間の応急手当指導員講習IIを全課程修了し、かつ筆記と指導要領実技の効果測定に合格した者の中から、インストラクターまた公的機関の指導者としての適性も含め、適任と認められた場合に各機関の消防長より認定される。有効期間は3年間である。指導者としてふさわしくない行いをした場合は、消防長より認定を取り消される事も規定されている。
なお、救急救命士、救急隊員、救急隊員資格のある消防吏員は8時間の応急手当指導員講習 I（ただし年間30時間以上の講習指導実績がある場合は免除）、応急手当普及員は16時間の応急手当指導員講習IIIを受講したのち、消防長による認定を経る。
ただし、認定後に実際の講習指導を行っておらず、知識や指導スキルに乏しい応急手当普及員も少なくない現状から、普及員からの指導員講習の受講については、普通救命講習などで講師や講師補助としての指導経験を所定時間積まなければ、指導員講習への受講資格を得られないとする機関もある。受講要件などについては、各消防機関へ詳細を問い合わせると良い。
他の地域で応急手当指導員の認定を受けた者は、認定を受けた講習が総務省消防庁の実施要項に基づくものであれば、当該消防本部が認定したものとみなすことができると規定されているが、認定を受けた消防本部以外では認定が認められない、あるいは講習を別途受講する必要があるなど制限がある場合もある。

## 資格の更新
本資格は3年ごとに4時間の応急手当指導員再講習を受講することで、更に3年間有効となる。内容は指導要領の実技と修正が中心である。ただ、再講習を全課程受講しない場合や、受講しても技量や適性を考慮のうえ消防長より再認定されない場合は失効となる。講習内容を修了するだけの救命講習と異なり、継続的な更新と再認定が必須な資格である。
東京消防庁や横浜市消防局が職員及び消防団員に与えた応急手当指導員資格については、在職（在団中）を資格有効期間とし、退職（退団）した日から3年間有効。再講習を受講した場合は、再講習日から3年間有効である。

## 類似の民間資格
本資格に類似する、民間団体による救急法指導員資格には以下のものがある。
（消防本部による救命講習での、指導や修了証交付はできない）
- 日本赤十字社の「赤十字救急法指導員」
- アメリカ心臓協会(AHA)の「BLSインストラクター」
- メディック・ファーストエイド(MFA)の「ベーシックプラス」「チャイルドケアプラス」